# The Novella Reservoir
The Novella Reservoir è il sesto album pubblicato dalla doom/progressive death metal band Novembers Doom, nel 2007.

## Tracce
1. Rain – 4:16
2. The Novella Reservoir – 5:22
3. Drown the Inland Mere – 6:00
4. Twilight Innocence – 5:58
5. The Voice of Failure – 5:51
6. They Were Left to Die – 5:30
7. Dominate the Human Strain – 5:30
8. Leaving This – 7:27

Tutti i brani sono stati scritti e arrangiati dai Novembers Doom. I testi sono di Paul Kuhr

## Formazione

### Band
- Paul Kuhr - voce
- Larry Roberts - chitarra
- Vito Marchese - chitarra
- Joe Nunez - batteria, percussioni
- Chris Djuricic - basso

### Altri musicisti
- Ed "Shreddy" B - tastiere

## Crediti
- Chris Djuricic - engineering e editing
- Dan Swanö - mixing
- James Murphy - mastering
- Travis Smith - design e illustrazioni
- Mark Coatsworth - fotografia